# Stopplaats Bloemendaalsche Weg
Bloemendaalsche Weg of Bloemendaalscheweg is een voormalige stopplaats bij de Bloemendaalseweg (later Hooglandseweg geheten) in Amersfoort aan de Centraalspoorweg tussen Utrecht en Zwolle. De stopplaats werd geopend op 1 mei 1901 en lag tussen de huidige stations Amersfoort Centraal en Amersfoort Schothorst. In 1905 werd de halte gesloten en vervangen door de zuidwestelijker gelegen nieuwe halte Kleine Koppel. De grindperrons werden pas in 1917 verwijderd.